# Lijst van burgemeesters van Wisch
Dit is een lijst van burgemeesters van de voormalige Nederlandse gemeente Wisch sinds het begin van de 19e eeuw. Op 1 januari 2005 fuseerde Wisch met de gemeente Gendringen tot de nieuwe gemeente Oude IJsselstreek.
| Ambtsperiode | Naam burgemeester                                    | Partij of stroming | Bijzonderheden                                                     |
| ------------ | ---------------------------------------------------- | ------------------ | ------------------------------------------------------------------ |
| 1818 - 1822  | Jan Hendrik Pliester                                 |                    | Schout                                                             |
| 1822 - 1825  | Jan Hendrik Deurvorst                                |                    | Fungerend (interim/waarnemend) schout                              |
| 1825 - 1834  | Gerhardus Antonius Swiebertus Dericks                |                    | Aanvankelijk notaris, vanaf 1825 tevens burgemeester               |
| 1834 - 1838  | jhr.mr. Johan François Hendrik Jacob Ernestus Mackay |                    | Aanhanger van Groen van Prinsterer                                 |
| 1838 - 1846  | Willem Barend Aalbers                                |                    |                                                                    |
| 1846 - 1885  | Jan van der Zande                                    | Liberaal           |                                                                    |
| 1885 - 1906  | Willem Dirk Bosch                                    | Liberaal           |                                                                    |
| 1907 - 1936  | Simon Johannes Karsten                               | ARP                | voorheen burgemeester van Ouddorp                                  |
| 1937 - 1944  | Joost Johannes Gerardus Boot                         | ARP                | voorheen burgemeester van Winsum                                   |
| 1944 - 1945  | Jan Boll                                             | NSB                |                                                                    |
| 1945 - 1946  | Joost Johannes Gerardus Boot                         | ARP                | later burgemeester van Ede                                         |
| 1947 - 1952  | Kaeso Fabius                                         |                    | later burgemeester van De Bilt                                     |
| 1953 - 1964  | Hans Georg Inundat baron van Tuyll van Serooskerken  | VVD                |                                                                    |
| 1964 - 1971  | Abraham Adriaan Jacob Goldberg                       | VVD                | voorheen burgemeester van Delfzijl, later burgemeester van De Bilt |
| 1971 - 1983  | Auke de Boer                                         | VVD                | voorheen burgemeester van Leeuwarderadeel en Winschoten            |
| 1984 - 1998  | Hein (H.W.) Pannekoek                                | VVD                |                                                                    |
| 1998         | Dick (D.) Appeldoorn                                 | PvdA               | waarnemend burgemeester                                            |
| 1998 - 2005  | Aaltina (A.Z.) Evenhuis-Meppelink                    | VVD                |                                                                    |